# Marcel Seip
Marcel Seip (Winschoten, 5 april 1982) is een Nederlands voormalig betaald voetballer die als verdediger speelde.
Seip begon zijn loopbaan bij Veendam 1894. Later speelde hij twee seizoenen BV Veendam. Hierna ging hij naar de eredivisionist sc Heerenveen waar hij de eerste twee seizoenen vooral in het tweede elftal uitkwam, waarmee hij in 2003 Nederlands kampioen voor belofteteams werd. Vanaf 2003 was hij een vaste basisspeler voor de Friese club en speelde 89 competitiewedstrijden in drie seizoenen. In de zomer van 2006 verliet Seip Heerenveen en ging voor de Engelse tweedeklasser Plymouth Argyle spelen. Het enige doelpunt dat Seip in het seizoen 2007-2008 maakte (uit bij Stoke City), werd voorafgegaan door een eigen doelpunt van hem. In oktober 2011 tekende hij een contract voor drie maanden bij Bradford City. In 2013 tekende Seip een driejarig contract bij de Central Coast Mariners. Seip sloot in 2016 af bij FC Emmen. Vanaf het 2016 tot 2018 speelde Seip als amateur voor ACV Assen en won in zijn eerste seizoen de Hoofdklasse B. Seip kwam twee keer uit voor Jong Oranje.

## Clubstatistieken
| Seizoen   | Club                        | Duels | Goals | Competitie               |
| --------- | --------------------------- | ----- | ----- | ------------------------ |
| 1999-2000 | BV Veendam                  | 9     | 0     | Eerste divisie           |
| 2000-2001 | BV Veendam                  | 18    | 0     | Eerste Divisie           |
| 2001-2002 | sc Heerenveen               | 0     | 0     | Eredivisie               |
| 2002-2003 | sc Heerenveen               | 6     | 0     | Eredivisie               |
| 2003-2004 | sc Heerenveen               | 31    | 1     | Eredivisie               |
| 2004-2005 | sc Heerenveen               | 30    | 1     | Eredivisie               |
| 2005-2006 | sc Heerenveen               | 28    | 0     | Eredivisie               |
| 2006-2007 | Plymouth Argyle             | 37    | 2     | Championship             |
| 2007-2008 | Plymouth Argyle             | 34    | 1     | Championship             |
| 2008-2009 | Plymouth Argyle             | 41    | 3     | Championship             |
| 2009-2010 | Plymouth Argyle             | 5     | 0     | Championship             |
|           | Blackpool FC (huur)         | 7     | 2     | Championship             |
|           | Sheffield United (huur)     | 6     | 0     | Championship             |
| 2010-2011 | Plymouth Argyle             | 17    | 0     | Championship             |
| 2010-2011 | Charlton Athletic FC (huur) | 0     | 0     | Championship             |
| 2011-12   | Bradford City               | 23    | 1     | Football League Two      |
| 2012-2013 | VVV-Venlo                   | 31    | 5     | Eredivisie               |
| 2013-2014 | Central Coast Mariners      | 14    | 0     | A-League                 |
| 2014-2015 | FC Emmen                    | 22    | 1     | Eerste divisie           |
| 2015-2016 | FC Emmen                    | 30    | 0     | Eerste divisie           |
| 2016-2017 | ACV                         |       |       | Zaterdag Hoofdklasse B   |
| 2017-2018 | ACV                         |       |       | Derde divisie (zaterdag) |
| Totaal    | Totaal                      | 389   | 17    |                          |

¹ Enkel competitiewedstrijden.